# 庄野光昭
庄野 光昭（しょうの こうしょう 1942年 - ）は、高野山真言宗の僧、学校法人理事長。

## 概要
徳島県小松島市出身。
高野山大学文学部卒業。カリフォルニア大学ロサンゼルス校大学院専科修了。
1986年に立江寺の貫主に就任。
1992年に社会福祉法人勝寿会を創設して理事長に就任。
2004年に四国八十八箇所霊場会会長に就任。
2006年に高野山真言宗宗務総長に就任、2010年に再任。
学校法人高野山学園理事長を歴任。
宗務総長の任期中の2013年2月26日に始まった春の宗会で、資産運用の提出資料に粉飾があったことと、弁護士事務所を利用して自己の正当化を図ったことから宗務総長であった庄野光昭の不信任案が可決される。翌2月27日には庄野光昭は宗会を解散する。高野山真言宗が宗教法人となって初の解散であった。不信任案は35人の議員のうち18人が賛成したことで可決していた。事務方はミスはあったが不正は無いと説明し、庄野光昭は虚偽の資料提出を否定。解散から行われた選挙では、庄野光昭に反対する多くが再選した。2013年4月24日の臨時宗会で庄野光昭は宗務総長の辞任を表明。この臨時宗会では庄野光昭には不正が無かったことを認めて、庄野はこれを受けて辞任を表明した。
2016年1月には高野山真言宗と金剛峯寺と学校法人高野山学園は、莫大な損害を負わせたとして庄野光昭と前財務部長を提訴。8億7500万円を超える損害賠償を請求する。2018年6月に、それぞれが1000万円ずつ支払うことで和解。